# Vila d'Arico
 Vila d'Arico és una de les entitats de població que conformen el municipi d'Arico, a l'illa de Tenerife —Canàries, Espanya—, sent la seva capital administrativa.

## Toponimia
Originalment anomenat Llom d'Arico, va ser renomenat a Vila d'Arico després de la concessió del títol de vila pel rei Alfons XIII en 1916.
El terme Arico procedeix de l'espanyol aricar, que té el sentit de «llaurar molt superficialment», i està vinculat al seu passat agrícola, encara que altres autors ho consideren un terme de procedència guanxe.

## Característiques
Se situa aproximadament en el centre del municipi, localitzant-se el nucli urbà a una altitud mitjana d'uns 550 msnm.
En ella se situa l'ajuntament, així com l'església parroquial de Sant Joan Baptista.

### Bé d'interès cultural
El nucli urbà es troba protegit com Bé d'Interès Cultural amb categoria de Conjunt Històric des de 2005.

## Història
El lloc de Llom d'Arico va ser fundat pel capità Juan González Gómez cap a finals del segle xvi, consolidant-se el nucli després de la construcció d'una ermita dedicada a Sant Joan Baptista en 1603.

## Demografia
| Any       | 2000 | 2001 | 2002 | 2003 | 2004 | 2005 | 2006 | 2007 | 2008 | 2009 | 2010 | 2011 | 2012 | 2013 |
| --------- | ---- | ---- | ---- | ---- | ---- | ---- | ---- | ---- | ---- | ---- | ---- | ---- | ---- | ---- |
| Habitants | 569  | 640  | 646  | 645  | 637  | 620  | 596  | 608  | 607  | 608  | 644  | 667  | 656  | 631  |

## Comunicacions
S'accedeix a la localitat a través de la Carretera General del Sud TF-28 i de les carreteres TF-627 i TF-629, procedents de Porís d'Abona i de l'Autopista del Sud respectivament.

### Transport públic
Vila d'Arico compta amb una parada de taxis en la carretera general del Sud, en la seva intersecció amb el carrer El Carmen. En autobús —guagua— queda connectat mitjançant les següents línies de TITSA:
| Línia | Trajecte                                                  | Recorregut    |
| ----- | --------------------------------------------------------- | ------------- |
| 035   | Güímar - Granadilla de Abona (per Fasnia i Arico)         | Horari/Línia. |
| 430   | Granadilla - San Isidro - Villa de Arico - Porís de Abona | Horari/Línia. |

### Camins
Des de la localitat parteixen diferents rutes de senders homologats a la Xarxa de Senderes de Tenerife:
- PR-TF 86 Vila d'Arico - Cim d'Arico.
- PR-TF 86.1 Ortiz – La Pont (Zona d'escalada).
- PR-TF 86.2 Aric Nou – Àrea Recreativa El Contador.

## Llocs d'interès
- Església de Sant Joan Baptista (Arico).
- Zona Recreativa El Contador.

## Galeria

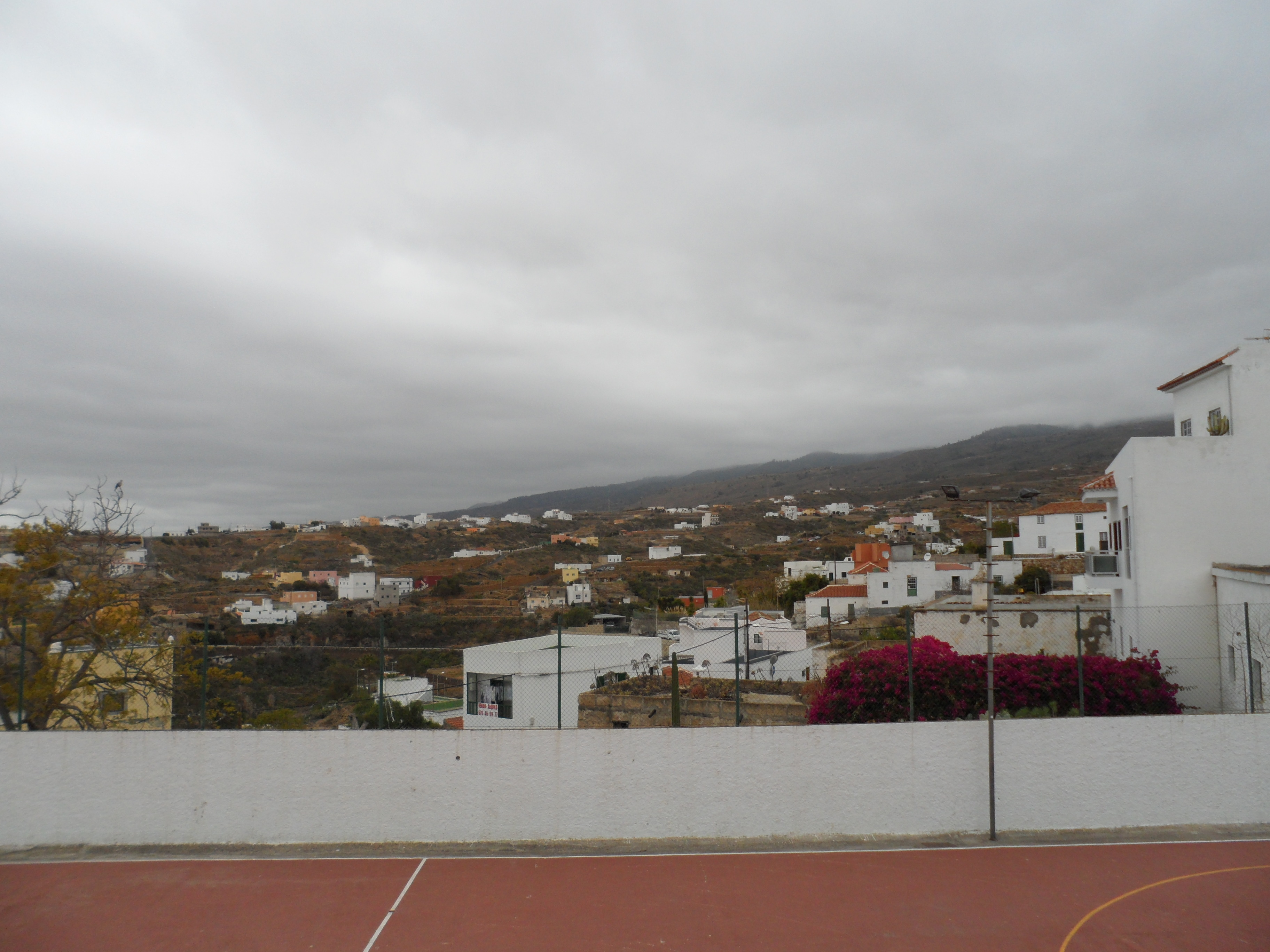
Vila d'Arico.
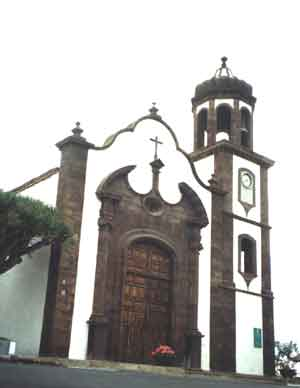
Església de Sant Joan Baptista.